# 東京パブコ脱税事件
東京パブコ脱税事件（とうきょうパブコだつぜいじけん）とは、1989年7月、大阪地方裁判所で有罪判決が宣告された巨額脱税事件。

## 経緯
部落解放大阪府企業連合会（大企連。旧称は大阪府同和地区企業連合会）会員であり、かつて大阪府中小企業連合会（中企連。のちにティグレに改称）南事務所長だった被告人は、スロットマシン製造販売会社として業界最大手の東京パブコ株式会社やその関連会社に名目だけの代表取締役として自らの母親を送り込み、これらの企業を大企連に加盟させた。
そして1982年から1986年にかけて、法人税の申告にあたり、各社の申告書に大企連の判を貰い、税務署に提出した。
同和地区の企業連合会と大阪国税局長の間には、1968年1月、「企業連が指導し、企業連を窓口として提出される白、青色を問わず、自主申告については全面的にこれを認める。但し、内容調査の必要がある場合には企業連を通じ、企業連と協力して調査にあたる」（第3項）という項目を含む7項目の確認事項が結ばれていた。こうした大企連の組織と勢威を利用し、虚偽過少申告を続けた被告人は、総額37億1000万円の脱税を請け負い、その報酬として7億円を受け取った上で、報酬のうちの5億円を中企連に寄付した。この中企連は部落解放同盟大阪府連合会委員長上田卓三が会長を務める団体であり、部落解放同盟の関連団体である。
最終的に被告人は逮捕起訴され、懲役2年（罰金2億円）の実刑判決を受けた。判決はこの事件が同和利権を背景としていた点に触れ、「同和団体の組織を利用するこの種脱税事件については、税務当局の対応にも問題がなかったとはいえず」と弾劾した。